# غریب‌آباد (نصرت‌آباد)
غریب‌آباد یا موتور حبیب نارویی روستایی در دهستان نصرت‌آباد بخش نصرت‌آباد شهرستان زاهدان استان سیستان و بلوچستان ایران است.

## جمعیت
بر پایه سرشماری عمومی نفوس و مسکن در سال ۱۳۹۵ جمعیت این مکان ۸۸ نفر (۳۳خانوار) بوده‌است.